# حادثه ایشی

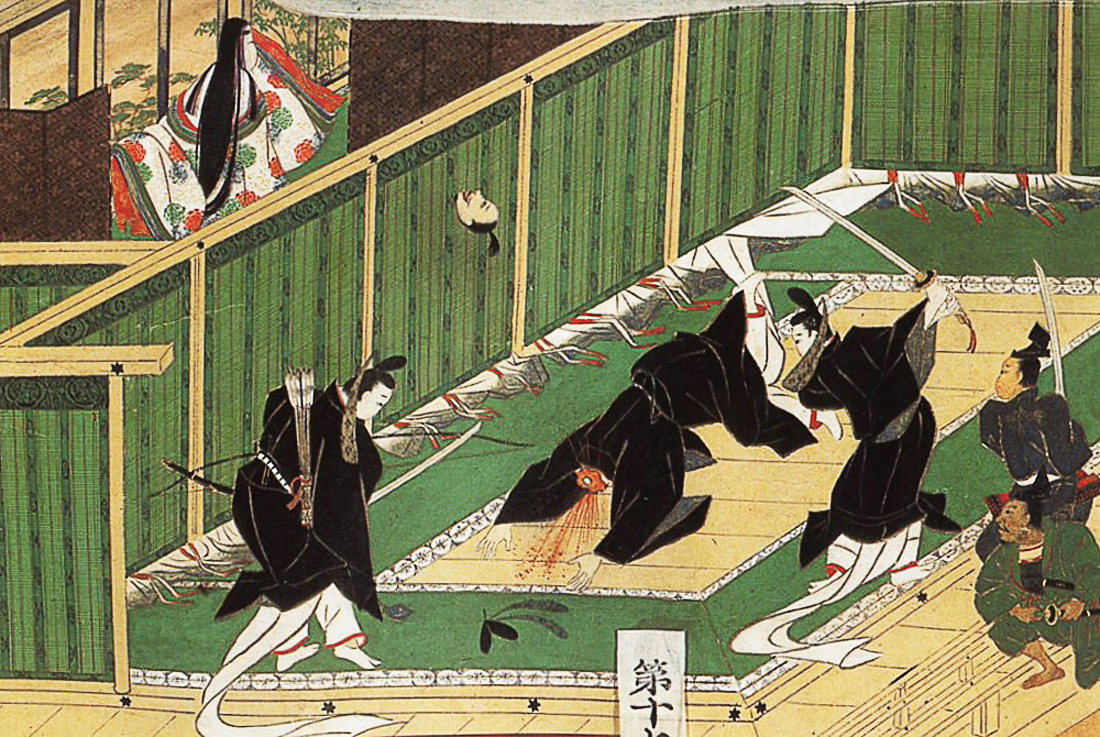
تصویر ترور سوگا نو ایروکا از طومار تونومینه انگی، نقاشی شده در دوره ادو (قرن ۱۷–۱۹).

حادثه ایشّی (انگلیسی: Isshi Incident) در طی اصلاحات تایکا، توطئه ای موفق بود که توسط فوجیوارا نو کاماتاری و امپراتور تنجی و دیگران برای از بین بردن شاخه اصلی خاندان سوگا انجام شد. این حادثه با ترور سوگا نو ایروکا در دهم ژوئیه ۶۴۵ در گاه‌شماری ژاپنی آغاز شد.